# Selma Svensson
Selma Axelina Svensson, född 7 mars 1860 i Österslövs församling i Kristianstads län, död 3 november 1943 i Finja församling i Kristianstads län, var en svensk lokalpolitiker.

## Biografi
Selma Svensson blev 1911 en av de första 37 kvinnliga stadsfullmäktige i Sverige, och den första kvinnliga ledamoten i Kalmars stadsfullmäktige vid sidan av Anna Danielsson.
Svensson studerade 1878–1881 vid Kalmar folkskoleseminarium och anställdes 1882 vid Kalmar folkskoleseminarium. Hon blev 1908 medlem i Kalmar stads skolråd.